# جيفنشي إن جوهيل
جيفنشي إن جوهيل (بالفرنسية: Givenchy-en-Gohelle)‏ هي بلدية تقع في إقليم باد كاليه من منطقة نور با دو كاليه في شمال فرنسا. تبلغ مساحة هذه المدينة 5.95 (كم²)، وترتفع عن سطح البحر 97 م، يبلغ عدد سكانها 2051 نسمة حسب إحصاء المعهد الوطني للإحصاء والدراسات الاقتصادية سنة 2009 م. وترأس Robert Mieloch البلدية خلال فترة (2008-2014).